# 目黒区役所
目黒区役所（めぐろくやくしょ）は、特別地方公共団体（特別区）である目黒区の行政組織が入る行政施設である。区の総合庁舎としては本館が2003年1月から、別館が同年4月から業務を開始した。

## 庁舎
現庁舎は元々、旧千代田生命保険（現ジブラルタ生命保険）の本社ビルとして1966年に竣工したものである。このビルは村野藤吾の設計による外壁の白色アルミ鋳物製ルーバー（この規模は日本初と言われる。設計者の村野が大学進学前に八幡製鉄所の研究員だった経験を活かし、ざらざら感を出すためにおがくずを利用した逸話がある）が印象的な建築物で、1969年にBCS賞（第10回）を受賞した。玄関の大ひさしと、それを支える柱もアルミ製で軽やかさを演出している。
竣工以降千代田生命保険の本社として使用され続けていたが、2000年10月、千代田生命保険は更生特例法の適用を申請し経営破綻した。破綻後、管財人は目黒区に本社敷地・建物の売却を打診した。
当時の目黒区役所庁舎は目黒区中央町2-4-18にあったが、目黒区はかねてからこの旧庁舎の手狭化に直面していた。そこで、区はこの物件を取得して新庁舎として使用することを決定し、2002年4月から翌2003年1月にかけて内装等を中心に大規模改修を行い、区役所機能を移転した。
なお、完全移転後もしばらく旧庁舎建物は残っていたが、その後中央町さくらプラザとして建て替えられ、目黒区中央町社会教育館・五本木区民センターが併設されている。
総合庁舎には、他に目黒区保健所、東京都目黒都税事務所が入居している。　
エントランスルームは柱の位置を片面のみ室内とすることで左右非対称としており、水盤で吸音効果も担っている。天井の開口部には作家・作野旦平によるタイルアートが設置されている。柔らかく軽やかな印象を持つ象徴的な螺旋階段は「階段の魔術師」の異名をとる村野の代表作とされる。
もともと生保の社員向けの福利厚生施設として作られた和式庭園と茶室がある。設計当時はコンクリート造の中に木造建築をつくることができなかったため、錆の演出を施した垂木などをはじめ、鉄筋構造で茶室全体が設計された。

## アクセス
目黒区総合庁舎本館・別館
- 東急電鉄 東横線
- 東京メトロ 日比谷線

中目黒駅より徒歩5分
- 東急バス 目黒区総合庁舎前下車（渋71：渋谷駅～洗足駅、恵32：恵比寿駅～用賀駅）
- 目黒区地域交通バス さんまバス 目黒区総合庁舎下車（さんまバス：目黒駅前～目黒区総合庁舎）

## 不祥事
- 2017年12月 - 健康福祉部生活福祉課の男性職員（50代）が、生活保護受給者の預金、心身障害者福祉手当を不正に引き出すなどして、444万1276円を着服していた。区は男性職員を12月5日付で懲戒免職処分とした[1]。